# Tarator (salsa)

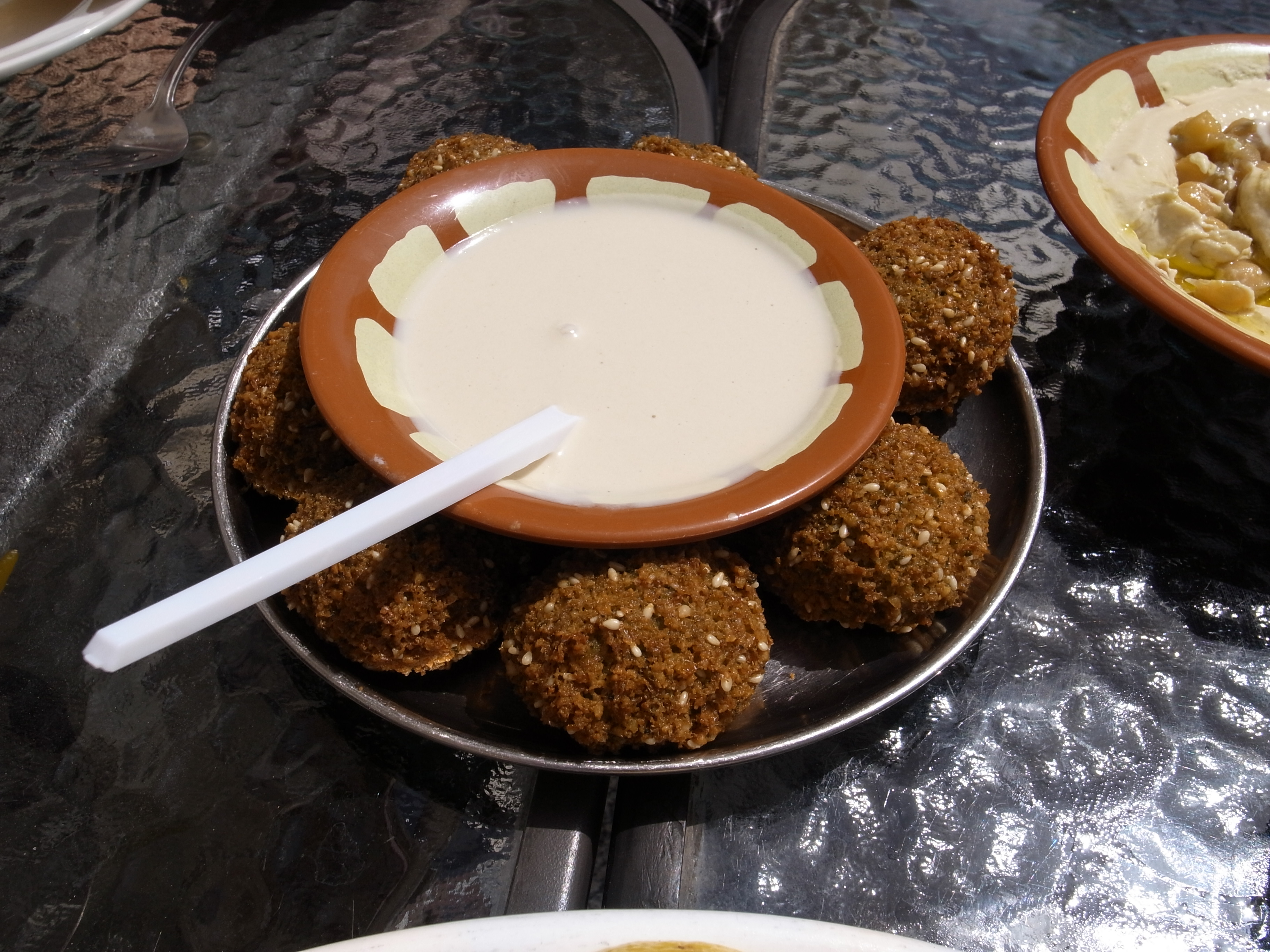
Versión levantina, servida con falafel.

El taratur o tarator es una salsa densa típica de las cocinas turca y levantina. Sus ingredientes difieren según la zona. En Turquía se hacen con migas de pan añejo, nueces molidas, ajo picado y poca cantidad de yogur o yogur colado (süzme yoğurt). En El Líbano, Siria, Jordania, Israel/Palestina y Egipto, se hace con tahina, jugo de limón, ajo y perejil o cilantro fresco. En todos los mencionados países es una salsa popular para acompañar la comida callejera, principalmente pescado o marisco frito (midye tava, İçli köfte, kalamar tava, dürüm, shawarma, etcétera).
Es similar a la conocida salsa tártara, pero difieren en ingredientes y tampoco se debe confundir con la sopa búlgara también llamada tarator, a pesar de haber inspirado su nombre.

## Elaboración
El tarator turco se hace con migas de pan duro, que se mezclan con nueces molidas, ajo molido y alguna cantidad, muy poco, de yogur a gusto. Se condimenta con sal y pimienta. Se le agrega unas gotas de jugo de limón y un poco de aceite de oliva. Se deja reposar hasta que logre una consistencia densa y se conserva en frío. A la hora de servir, se adorna con hojas de perejil, nueces en mitades y aceitunas negras deshuesados y cortadas en mitades.
En Egipto, la salsa es simplemente llamada tahina, y se sirve en los establecimientos como parte de la ruptura del ayuno en Ramadán. En el Líbano se unta en el pan para hacer bocatas de falafel.